# مدرسه مهندسی ویتربی یواس‌سی
مدرسه مهندسی ویتربی یواس‌سی (به انگلیسی: USC Viterbi School of Engineering) مدرسه مهندسی دانشگاه کالیفرنیای جنوبی است. این مدرسه مهندسی پس از اهدای ۵۲ میلیون دلاری اندرو ویتربی، به افتخار او نامگذاری شد.